# Daimler L15
Die Daimler L15 war ein Versuchsträger des deutschen Herstellers Daimler-Motoren-Gesellschaft zur Entwicklung eines Leichtflugzeugs aus dem Jahr 1919. Die Daimler L15 gehört zu den ersten brauchbaren Leichtflugzeugen der Welt.

## Geschichte
Die Daimler L15 entstand bei der Daimler-Motoren-Gesellschaft unter Hanns Klemm 1919 im Werk Sindelfingen als Versuchsflugzeug für Untersuchungen zur Auslegung eines Leichtflugzeugs. Während der ersten Rollversuche unter Eugen Edler von Lössl auf dem Böblinger Flugfeld erlitt das Flugzeug im Herbst 1919 einen schweren Rollschaden. Eine Instandsetzung wurde auf Grund des alliierten Bauverbots durch die Direktion der Daimler-Motoren-Gesellschaft untersagt.
Erst 1922 erhielt Hanns Klemm die Freigabe für eine Instandsetzung der beschädigten Maschine ohne Motor. Gemeinsam mit Martin Schrenk überarbeitete Hanns Klemm daraufhin den Gesamtentwurf, bei dem unter anderem die Tragflächenanordnung vom Tief- zum Schulterdecker verändert wurde. Statt des Frontmotors erhielt die als Daimler L15a überarbeitete Maschine eine Rumpfnase. Der Erstflug der Daimler L15 erfolgte mit Martin Schrenk im Herbst 1922 in Sindelfingen. Es folgten eine Reihe von Versuchsflügen in der Umgebung von Sindelfingen zur Erprobung des Gleit- und Segelflugverhaltens.
Im Spätherbst 1923 erfolgte der Umbau zum Motorflugzeug mit einem 12,5-PS-Harley-Davidson IOE-Motor. Gleichzeitig erfolgte die Verlagerung der beiden Sitze nach hinten. Den ersten Motorflug der Daimler L15 absolvierte Martin Schrenk am 30. November 1923 vom Daimler-Werk in Sindelfingen zum Daimler-Werk in Untertürkheim. Der erste Passagierflug folgte am 29. Dezember 1923. Die motorisierte Daimler L15 wurde 1924 einer intensiven Erprobung unterzogen, in deren Verlauf die Maschine zahlreichen Bauänderungen unterlag. Das Klemmsche Konzept eines Flugzeugs mit hoher aerodynamischer Güte bei geringer Flächenlast bestätigte sich während der Erprobung. Gleichzeitig wurde das Flugzeug bei repräsentativen Distanzflügen in den Fokus der Öffentlichkeit gebracht. So absolvierte Schrenk am 15. März 1924 mit einem Fluggast einen Überlandflug von Stuttgart nach Bendsheim, bei dem die 120 km lange Strecke in 2,02 h bewältigt und eine Höhe von 1100 m erreicht wurde. Neben der Daimler L15 entstanden 1924 weitere Versuchsträger unter der Bezeichnung Daimler L17 und Daimler L18, die weiteren Gleitversuchen und Versuchen zur Tragflächenanordnung dienten. Die Erkenntnisse aus diesen Versuchsträgern wurden auf die Daimler L15 übertragen, die im Sommer 1924 ihren endgültigen Bauzustand erreicht hatte. Da die Daimler L15 für einen Serienbau ungeeignet war, erarbeiteten Hanns Klemm und Martin Schrenk im Herbst 1924 mit den grundlegenden Auslegungsmerkmalen der Daimler L15 einen serientauglichen Neuentwurf unter der Bezeichnung Daimler L20, der ab 1927 das erste, weltweit in Serie gebaute Leichtflugzeug wurde.
Parallel zur Entwicklung der Daimler L20 wurde die Daimler L15 im Herbst 1924 in Bodman am Bodensee mit Pontonschwimmern ausgestattet. Der erste Flug eines Wasserleichtflugzeugs fand unter der Bezeichnung WL15 am 9. Oktober 1924 in Bodman statt.
Die Daimler L15 wurde in der Folgezeit noch mehrfach als Erprobungsträger, unter anderem für verschiedene Leichtflugzeugmotore, für die Anordnung von Klappen und Vorflügeln und für Fahrwerksversuche herangezogen. Nachdem das Flugzeug Anfang der 30er Jahre abgestellt wurde, ließ Hanns Klemm die Maschine wieder in den finalen Ursprungszustand von 1924 als erstes brauchbares Leichtflugzeug der Welt zurückrüsten. Im September 1934 wurde die Daimler L15 an das Deutsche Museum in München abgegeben, wo es in der großen Luftfahrthalle ab 1935 ausgestellt wurde. Das Flugzeug wurde dort bei einem alliierten Bombenangriff auf München zerstört.

## Konstruktion

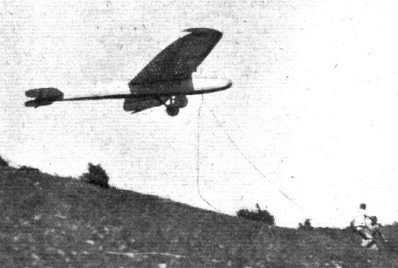
Daimler L15 in Bauform von 1922/23 als Gleitflieger

Als Versuchsträger unterlag die Daimler L15 mehrfach intensiven baulichen Veränderungen. Die in Holzbauweise ausgeführte Maschine verfügte über einen rechteckigen, drahtverspannten Rumpfquerschnitt mit vier Längsträgern, die aerodynamisch mit Holzverkleidungen auf der Rumpfober- und unterseite abgeschlossen wurden. Der zunächst einteilige Flügel wurde um zwei Kastenholme herum ausgeführt und mit Stoff bespannt.
In der ursprünglichen Bauform von 1919 wurde das Flugzeug als abgestrebter Tiefdecker ausgelegt. Als Motor kam ein 7,5 PS starker Harley-Davidson Motorrad-Motor zum Einsatz.
Während der Instandsetzung der 1919 verunglückten Maschine erhielt die Daimler L15a 1922/23 eine Schulterdecker-Anordnung. Gleichzeitig kam anstelle des Motors eine abnehmbare Rumpfnase für das Gleitflugzeug zum Einsatz, in der auch ein Passagiersitz untergebracht wurde. Der Pilotensitz befand sich in Höhe der Flügelvorderkante. Der ursprünglich einteilige Flügel wurde in einen dreiteiligen Flügel umkonstruiert, bei dem die Außenflächen für den Straßentransport abnehmbar waren. Das ursprünglich einachsige Fahrwerk wurde gegen zwei unabhängige V-Streben auf beiden Seiten ersetzt.

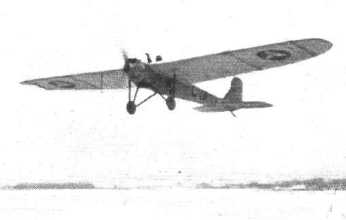
Daimler L15 mit Harley-Davidson IOE-Motor von 1923

Im Herbst 1923 wurde die Rumpfnase durch einen 12,5-PS-Harley-Davidson-IOE-Motor ersetzt. Dabei musste auch der in der Rumpfnase befindliche Passagiersitz nach hinten auf Höhe der hinteren Flügelkante verschoben werden. Der Motor trieb über ein 3:1-Reduktionsgetriebe einen Zweiblattpropeller an. In dieser Bauform entsprach die Daimler L15 Ende 1923 bereits weitgehend ihrem Endzustand als weltweit erstes Leichtflugzeug.
Die Umrüstung zum Wasserflugzeug im Herbst 1924 erfolgte lediglich durch Ersatz des Radfahrwerks mittels Pontonschwimmern. Die einfache Umrüstung von land- zu seegestütztem Fluggerät mittels Pontonschwimmern wurde später auch für die Serien-Leichtbauflugzeuge von Klemm beibehalten.
Neben den beiden Harley-Davidson Motorradmotoren wurde die Daimler L15 versuchsweise auch mit einem 20 PS starken 6-Zylinder-Motor Daimler F7506 ausgerüstet, der von Karl Schopper speziell auf Anforderung von Hanns Klemm entwickelt wurde, dann aber zugunsten des von Ferdinand Porsche entwickelten Daimler F7502 aufgegeben wurde. Auch der leistungsstärkere 40 PS Salmson AD9, der später in den Serienmaschinen der Daimler L20 zum Einsatz kam, wurde in der Daimler L15 versuchsweise verwendet.

## Technische Daten

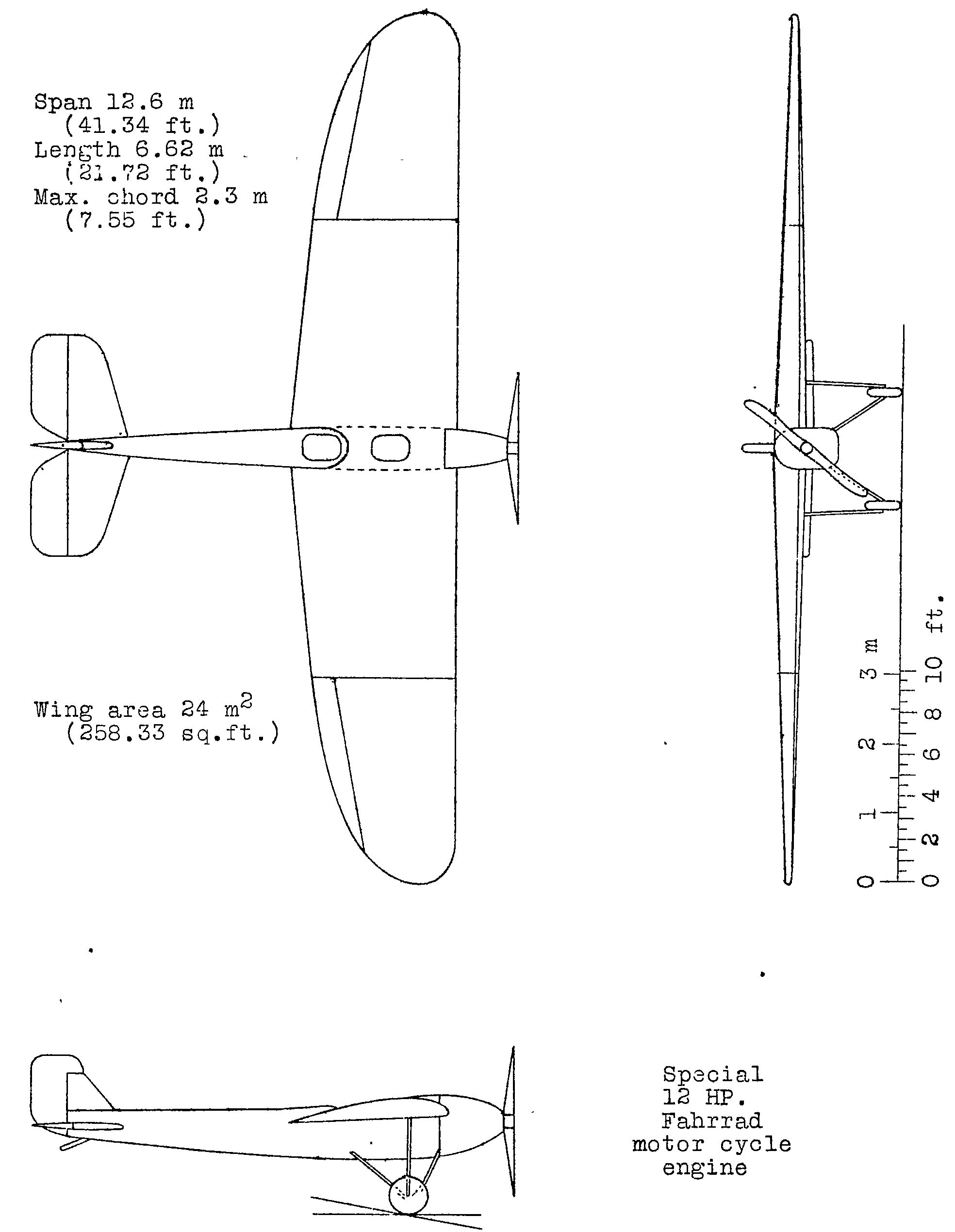
Dreiseitenansicht

| Kenngröße             | Daten                                             |
| --------------------- | ------------------------------------------------- |
| Besatzung             | 1                                                 |
| Passagiere            | 1                                                 |
| Länge                 | 6,62 m                                            |
| Spannweite            | 12,60 m                                           |
| Höhe                  | 2,30 m                                            |
| Flügelfläche          | 24,0 m²                                           |
| Flügelstreckung       | 7,5                                               |
| Rüstmasse             | 189 kg                                            |
| Zuladung              | 87 kg                                             |
| max. Startmasse       | 276 kg                                            |
| Reisegeschwindigkeit  | 70 km/h                                           |
| Höchstgeschwindigkeit | 75 km/h                                           |
| Landegeschwindigkeit  | 30 km/h                                           |
| Steigzeit             | 17 min auf 1000 m Höhe                            |
| Dienstgipfelhöhe      | 2150 m                                            |
| Reichweite            | 190 km                                            |
| Triebwerk             | ein Harley-Davidson IOE mit 12,5 PS (9 kW) (1923) |
| Verbrauch             | 5,7 l/h                                           |